# Luis Amuchástegui Quesada
José Luis Amuchástegui Quesada (* 30. September 1949 in Mexiko-Stadt; † 1976 ebenda), auch bekannt unter dem Spitznamen „Cuca“, war ein mexikanischer Fußballspieler, der vorwiegend im Mittelfeld agierte. Er war ein Cousin von Vicente Vox Quesada, der von 2000 bis 2006 Präsident von Mexiko war.

## Leben
Der in der mexikanischen Hauptstadt geborene Amuchástegui begann seine sportliche Laufbahn im Nachwuchsbereich des Instituto Patria, einer von 1945 bis 1976 bestehenden Jesuitenschule im Stadtteil Polanco der mexikanischen Hauptstadt. Dort spielte Amuchástegui nachweislich im Zeitraum zwischen 1956 und 1964 in den Auswahlmannschaften verschiedener Altersklassen. Außerdem spielte er in der Liga Española de Fútbol, einer traditionell bedeutsamen Fußballamateurliga im Hauptstadtbezirk, für eine Mannschaft, die sich nach dem FC Valencia benannt hatte.
Als Profi stand Amuchástegui beim Club León, beim Hauptstadtverein CF Atlante sowie beim Club San Luis unter Vertrag. Bei Atlante, für die er mindestens von 1970 bis 1973 unter Vertrag stand, reifte er zum Nationalspieler heran und kam zwischen dem 17. Februar 1971 und dem 8. September 1971 in 4 Freundschaftsspielen der mexikanischen Nationalmannschaft zum Einsatz. Zunächst gab es innerhalb von 4 Tagen zwei torlose Spiele gegen die sowjetische Auswahl, dann ein 1:1 gegen Griechenland und zuletzt ein 0:5 im Niedersachsenstadion von Hannover gegen die deutsche Nationalmannschaft, bei der mit Sepp Maier, Berti Vogts, Franz Beckenbauer, Georg Schwarzenbeck, Jürgen Grabowski und Gerd Müller sechs Spieler mitgewirkt haben, die drei Jahre später das WM-Finale 1974 gegen die Niederlande gewinnen sollten.
In der Saison 1973/74 stand Amuchástegui beim Club San Luis unter Vertrag.
Noch während seiner aktiven Zeit als Fußballspieler wurde Amuchástegui in Mexiko-Stadt unweit des Zócalo überfahren und erlag wenige Stunden später in einem Krankenhaus seinen Verletzungen.